# Camponotus pallescens
Camponotus pallescens é uma espécie de inseto do gênero Camponotus, pertencente à família Formicidae.